# Château de Chillon (Courbet)
Le « Château de Chillon » est un motif récurrent dans l'œuvre du peintre français Gustave Courbet, qu'il exploite principalement entre 1873 et 1876, sous la forme d'huiles sur toile.

## Histoire
Ces productions représentent le château de Chillon, en surplomb du Léman, un édifice situé en Suisse.
Choisissant l'exil, Gustave Courbet vit dans ce pays, installé à La Tour-de-Peilz.
Robert Fernier, qui en fit l'inventaire raisonné en 1978, identifie 21 toiles.
Le peintre privilégie le format paysage. En revanche, l'angle choisi pour les compositions est variable.

## Œuvres répertoriées conservées
| Image | Titre                                           | Dimension (cm)  | Date   | Pays       | Ville           | Localisation                                   | Statut |
| ----- | ----------------------------------------------- | --------------- | ------ | ---------- | --------------- | ---------------------------------------------- | --- |
|       | Le Château de Chillon                           | 86,5 × 113,5 cm | 1874   | France     | Ornans          | Musée Courbet                                  | F 937 |
|       | Château de Chillon                              | 54 × 64,5 cm    | 1873   | Allemagne  | Cologne         | Musée Wallraf Richartz                         | F 932 Ancienne collection Niess (Lausanne)                                                                             |
|       | Château de Chillon                              | ?               | 1875 ? | Ukraine    | Kiev            | Musée Khanenko                                 | NC |
|       | Château de Chillon (Castle of Chillon, Evening) | 65 × 81 cm      | 1873   | États-Unis | Oberlin         | Allen Memorial Art Museum                      | F 934 Entré en 1958 |
|       | Château de Chillon                              | 58,5 × 71,5 cm  | 1874   | États-Unis | Philadelphie    | Philadelphia Museum of Art                     | F 942 Entré en 1914 |
|       | Le Château de Chillon                           | 62 × 92 cm      | 1875   | France     | Lons-le-Saunier | Musée des Beaux-Arts de Lons-le-Saunier        | F 992 Don de Jean-Paul Mazaroz                                                                                         |
|       | Château de Chillon                              | 69 × 95 cm      | 1875   | Canada     | Ottawa          | National Gallery of Canada                     | F 993 Anc. collection C. Rowley Booth - prêt temporaire National Gallery of Canada Vendu par Sotheby's en janvier 2020 |
|       | Le Château de Chillon                           | 65 × 81 cm      | 1874   | France     | Belfort         | Musées de Belfort                              | F 943 Entré en 1911 - Inv. A. 33                                                                                       |
|       | Château de Chillon                              | 64 × 80 cm      | 1874   | Pologne    | Varsovie        | Musée national de Varsovie                     | F 940 Entré en 1953 |
|       | Château de Chillon                              | 86 × 115 cm     | 1873   | États-Unis | Springfield     | Michele and Donald D'Amour Museum of Fine Arts | F 935 Entré en 1947 |
|       | Chillon, vue de loin                            | 65,5 × 98,5 cm  | 1875   | Suisse     | Genève          | Musée d'Art et d'Histoire de Genève            | Ancien dépôt de la Fondation Garengo, 1990                                                                             |

### Autres séries dans l'œuvre de Courbet
- Série de peintures de Gustave Courbet